# Friedrich Reiser
Friedrich Reiser (Daiting, 1402 – Strasburgo, 6 marzo 1458) è stato un missionario tedesco, commerciante e predicatore valdese e taborita.
Fu bruciato come eretico dall'Inquisizione cattolica.

## Biografia
Friedrich Reiser era figlio di un mercante valdese di Daiting. Nel 1418 la famiglia lo mandò a Norimberga per lavorare presso un commerciante valdese del luogo, Hans von Plauen, presso il quale conobbe l'inglese Peter Payne, altro valdese amico del padre, che lo convinse a dedicarsi all'attività della predicazione itinerante. Fu così inviato nel 1420 a Friburgo, in Svizzera, per essere istruito nel Vangelo dal maestro Hugo Marmet.
Iniziò la sua missione, insieme con l'attività di agente di commercio, nel 1423, operando a Basilea e passando poi in Austria, dove incontrò l'esercito popolare taborita guidato da Prokop il Grande che era qui giunto, dopo aver sconfitto ripetutamente le armate imperiali in Boemia, in Moravia e nella Slovacchia. Seguì i taboriti nel loro ripiegamento a Tábor, dove incontrò il Payne, decisamente legato al movimento taborita, che lo convinse a seguirlo a Praga. 
I capi del movimento comprendevano il bisogno di avere alleati per rompere l'isolamento al quale erano costretti in Boemia. L'affinità con le idee valdesi poteva essere utilizzata a questo scopo e Reiser poteva essere un idoneo mediatore con i gruppi valdesi della Germania e della Svizzera, dove essi, come dimostrò il processo che fu tenuto contro di loro nel 1430 a Friburgo, mostravano chiare simpatie nei confronti del movimento taborita e hussita in generale. Nello stesso tempo cercavano, ma inutilmente, un dialogo con la Chiesa romana che questa respinse, rifiutando di partecipare nel 1430 a un convegno da tenersi a Norimberga, sia alla fine dell'incontro, avvenuto nel marzo del 1431 a Cracovia, al quale prese parte anche il Reiser.
In aprile i taboriti approvarono a Praga una confessione di fede redatta da Mikuláš di Pelhřimov, che fu sottoscritta anche dal Reiser, che non vi ravvisò elementi che contrastassero con la sua fede valdese e fu pertanto ordinato ministro taborita nel settembre del 1431. Era l'anno di apertura del concilio di Basilea, al quale parteciparono i maggiori esponenti del movimento hussita e vi assistette anche Reiser. Nell'agenda del concilio era stata prevista la possibilità di riconoscere i «quattro articoli» che gli hussiti avevano stabilito a Praga nel 1420: libertà per tutti, preti e laici, di predicare nella lingua nazionale, assoluta povertà ecclesiastica, rigorosa disciplina e moralità del clero, e comunione «utraquista» nelle forme del pane e del vino. 
Solo quest'ultimo articolo, il meno impegnativo, fu accolto dal concilio che condannò come eretici gli altri tre, provocando abilmente una scissione nel movimento hussita, una parte del quale si ritenne soddisfatta, isolando così la frazione radicale dei taboriti, contro i quali si scatenò la reazione armata della nobiltà boema utraquista che portò nel maggio del 1434 alla battaglia di Lipany, alla sconfitta dei taboriti e alla morte di Prokop. 
La chiesa utraquista moderata fu così riconosciuta sotto la guida dell'arcivescovo di Praga Jan Rokycana che tollerò la sopravvivenza della chiesa radicale dei taboriti: questi si organizzarono sotto il nome di Fratelli fedeli soprattutto nella città di Žatec, dove operarono Mikuláš di Pelhřimov, Peter Payne e Reiser, che continuò nell'opera di mantenere contatti clandestini con i valdesi boemi e tedeschi. Egli potrebbe essere l'autore di due omelie sulla lettera di Paolo ai Galati, nelle quali polemizza contro il potere papale. Mentre Paolo fu apostolo riconosciuto unicamente dallo Spirito santo, il vescovo di Roma si arroga diritti di autorità universale solo grazie all'appoggio del potere civile e perseguita chi tale sua autorità non è disposto a riconoscere.    
Il ministero dei Fratelli fedeli si formava dal basso: ogni ministro ne formava di nuovi - «imponeva le mani» - e questi venivano accettati dalle singole comunità solo se esse avevano conosciuto personalmente il loro predecessore: in tal modo si cercava di mantenere la fiducia nei propri pastori e la continuità della dottrina. Reiser impose le mani a diversi valdesi nelle sue missioni a Norimberga, a Sciaffusa, a Lubecca, a Strasburgo, dove giunse nel 1457 con la sua assistente, la predicatrice valdese Anna Weiler, omonima o parente di due ministri formati da Reiser, Michael e Iohannes Weiler.      
Qui furono arrestati dall'inquisizione diretta da Johannes Wolfhard e da Heinrich Kramer, il futuro autore del manuale dell'inquisitore Malleus Maleficarum. Torturato per mesi, fu costretto a rinnegare la sua fede e a fornire informazioni sul movimento dei Fratelli fedeli, ma poi ritrattò e scelse di salire sul rogo con Anna Weiler il 6 marzo 1458. I loro resti furono gettati nel Reno.